# 2022년 후쿠시마현 해역 지진
2022년 후쿠시마현 해역 지진은 2022년 3월 16일 일본 후쿠시마현 해역에서 발생한 규모 M7.4의 지진이다. 미야기현과 후쿠시마현에서 일본 기상청 진도 계급 기준 6강을 관측하였다.
본 지진으로 3명이 사망(재해관련사 1명)하고 247명이 부상을 입었으며 5만 채가 넘는 주택이 손상을 입었다. 도호쿠 신칸센에서 운행 중인 열차에 탈선 사고가 발생하는 등 여러 피해가 발생했다.

## 지진

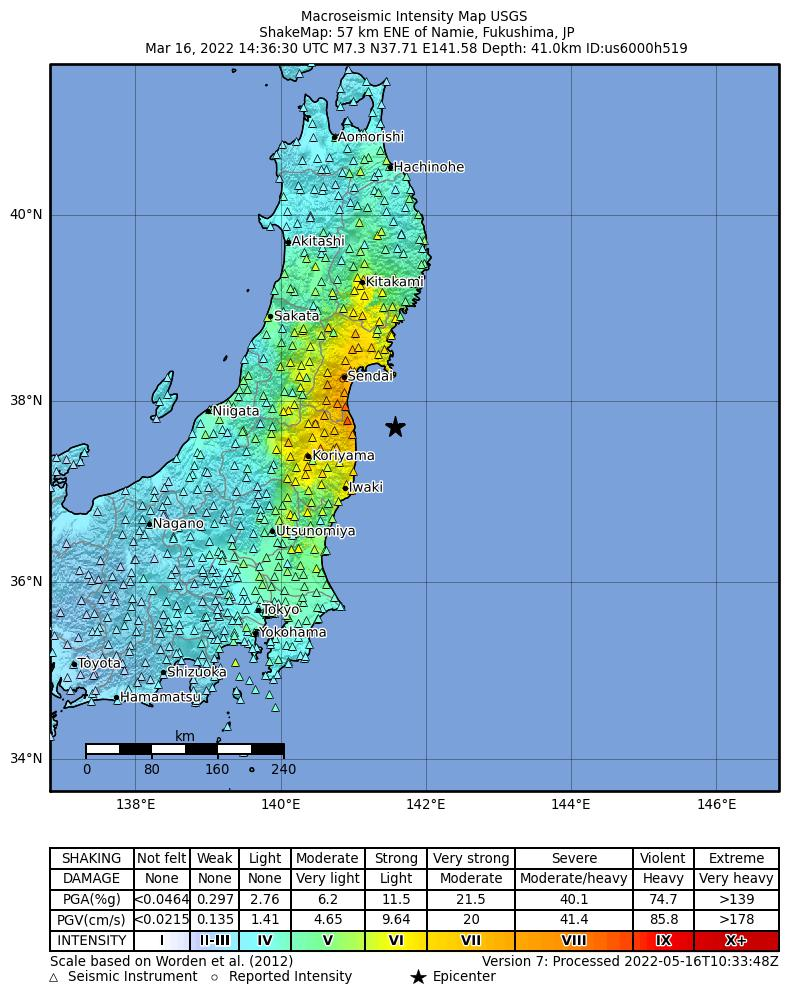
진도 분포 (USGS)

2022년 3월 16일 23시 36분경, 후쿠시마현 해역(북위 37° 42′ 동경 141° 36′ / 북위 37.7°  동경 141.6° ) 깊이 57 km 지점에서 일본 기상청 규모 Mj7.4(모멘트 규모 Mw7.3)의 지진이 발생하여 미야기현 도메시, 자오정과 후쿠시마현 소마시, 미나미소마시, 구미니정 등에서 일본 기상청 진도 계급 기준 최대진도 6강을 관측하였다.
본 지진은 태평양판 내부에서 발생한 슬래브 내부 지진이며 발진기구해는 서북서-동남동 방향으로 압력축을 가진 역단층형 지진이다. 발진기구와 지진 활동 분포, GNSS 관측 및 지진파의 해석 결과로 추정되는 진원 단층은 북북동-남남서 방향으로 뻗어 있는 동남동쪽 경사의 역단층이다.
원거리 실체파를 통한 진원분석 결과 주요 단층 파괴 영역은 주향 방향으로 약 50 km, 경사 방향으로 약 40km이며 주 미끄러짐 장소는 단층파괴 시작점 인근이며 최대 미끄러짐량은 0.9 m(강성률 75GPa로 계산)이며 주요 단층파괴 지속시간은 20초이다.
강진파형 기록을 통한 진원 인버전 해석을 통한 추정 결과는 지진 모멘트 M0=1.3×1020 Nm로 모멘트 규모 Mw7.4 규모이며, 최대 미끄러짐량은 6.2 m, Vftw는 2.4 km/s였다. 미끄러진 단층 변위가 큰 곳은 단층파괴 시작점의 북쪽에 주로 있었고, 각각의 영역에서 단층파괴는 단층파괴 시작에서부터 2.5-7.5초 후와 7.5-12.5초 후에 발생했다.
지진 이후 미야기현과 후쿠시마현을 중심으로 일본 내 넓은 지역에서 지각변동 현상이 관측되었다. 진원역과 가까운 전자기준점인 '오시카'나 'S이시노마키'는 북쪽으로 약 3 cm, '미야기 가와사키'와 '후쿠시마2'는 동쪽으로 약 2 cm, '나라바A'나 '고타카'에서는 남쪽이나 서쪽 방향으로 약 1 cm 지각변동이 이뤄진 것이 관측되었다. 위아래 방향으로는 오시카반도에 있는 'S이시노마키'에서 2 cm 정도 융기한 것이 관측되었다.
후쿠시마현 해역의 지진 활동은 활발하게 일어나며, 본 지진으로부터 1년 전인 2021년에도 거의 같은 규모의 지진이 발생했다. 2021년 지진의 지진역은 2022년 발생한 지진 활동 지역의 바로 남쪽에 인접해 있다.

## 진도
아래는 일본 기상청 진도 계급 기준 진도6약 이상을 관측한 지역이다.
| 진도 | 도도부현   | 시정촌 |
| ---- | ---------- | --- |
| 6강  | 미야기현   | 도메시 자오정 |
| 6강  | 후쿠시마현 | 구니미정 소마시 미나미소마시 |
| 6약  | 미야기현   | 구리하라시 오사키시 와쿠야정 나토리시 가쿠다시 이와누마시 오가와라정 가와사키정 와타리정 야마모토정 이시노마키시 히가시마쓰시마시 |
| 6약  | 후쿠시마현 | 후쿠시마시 니혼마쓰시 다무라시 다테시 고오리정 덴에이촌 나라하정 도미오카정 오쿠마정 후타바정 나미에정 신치정 이타테촌            |

이 밖에도 규슈 지방에서 홋카이도까지 진도5강에서 1까지의 사람이 느낄수 있는 진동이 감지되었다. 일본 기상청은 후쿠시마현 소마시와 구니미정에서 관측한 진도계의 기록을 분석한 결과 진도7에 가까운 계측진도6.4를 관측했다고 발표했다. 방재과학기술연구소의 크라이시스 리스폰스 사이트에 따르면 후쿠시마현 구니미정과 고오리정에서 진도7로 추정되는 영역이 존재한다. 또한 미야기현 가와사키정의 KiK-net 지진계에서 관측한 최대 가속도는 합성 벡터 1,223 gal로 측정되었다.

## 장주기 지진동
미야기현에서 장주기 지진동 계급 최대 4급을 관측하였다. 아래는 일본의 각 지역별 최대 장주기 지진동 계급이다.
| 계급 | 도도부현   | 지역                                                                                            |
| ---- | ---------- | ----------------------------------------------------------------------------------------------- |
| 4    | 미야기현   | 북부                                                                                            |
| 3    | 미야기현   | 남부, 중부                                                                                      |
| 3    | 야마가타현 | 무라야마 지방                                                                                   |
| 3    | 후쿠시마현 | 나카도리, 하마도리, 아이즈                                                                      |
| 2    | 아오모리현 | 쓰가루 북부                                                                                     |
| 2    | 이와테현   | 연안북부, 내륙북부, 내륙남부                                                                    |
| 2    | 아키타현   | 연안남부, 내륙남부                                                                              |
| 2    | 야마가타현 | 쇼나이, 모가미, 오키타마                                                                        |
| 2    | 이바라키현 | 북부, 남부                                                                                      |
| 2    | 도치기현   | 나부                                                                                            |
| 2    | 지바현     | 북동부, 북서부                                                                                  |
| 2    | 도쿄도     | 23구                                                                                            |
| 2    | 니가타현   | 주에쓰, 가에쓰                                                                                  |
| 2    | 야마나시현 | 동부 및 후지 5호                                                                                |
| 2    | 나가노현   | 중부                                                                                            |
| 2    | 시즈오카현 | 동부                                                                                            |
| 1    | 홋카이도   | 이시카리 남부, 오시마 동부, 시리베시 동부, 소라치 중부, 이부리 중동부, 도카치 중부, 네무로 중부 |
| 1    | 아오모리현 | 쓰가루 남부, 산파치카미키타, 시모키타                                                           |
| 1    | 이와테현   | 연안남부                                                                                        |
| 1    | 아키타현   | 연안북부                                                                                        |
| 1    | 도치기현   | 북부                                                                                            |
| 1    | 군마현     | 북부, 남부                                                                                      |
| 1    | 사이타마현 | 북부, 남부, 지치부                                                                              |
| 1    | 지바현     | 남부                                                                                            |
| 1    | 도쿄부     | 다마 동부                                                                                       |
| 1    | 가나가와현 | 동부, 서부                                                                                      |
| 1    | 니가타현   | 조에쓰                                                                                          |
| 1    | 나가노현   | 북부, 남부                                                                                      |
| 1    | 시즈오카현 | 중부, 서부                                                                                      |
| 1    | 아이치현   | 서부                                                                                            |

## 전진
본진이 발생하기 2분전 후쿠시마현 해역(북위 37° 36′ 동경 141° 36′ / 북위 37.6°  동경 141.6° )에서 깊이 57 km 지점을 진원으로 규모 M6.1의 전진이 발생해 미야기현 이시노마키시와 후쿠시마현 소마시에서 최대진도5약을 관측하였다. 교토 대학 방재연구소의 준교수 가타오 히로시는 규모 M6.1의 지진이 본진을 유발시켰을 수 있다고 분석하였다.

## 긴급지진속보
일본 기상청은 지진파를 감지한 지 9.6초 만인 23시 36분 55.6초에 긴급지진속보 (경보)를 발령하였다. 이 지진을 포함해 기상청은 10여분동안 총 세 차례 긴급지진속보를 발령하였다. 첫 긴급지진속보는 23시 34분경 발령되었고(첫 전진인 M6.1 지진의 긴급지진속보), 23시 36분경 두 번째 긴급지진속보가 발령(본진)되었으며 23시 46분경 세 번째 긴급지진속보가 발령되었다.
본진의 긴급지진속보는 긴급지진속보 (경보) 제1보 발령서부터 52.1초간 제4보까지 발령되었으며, 긴급지진속보 발령 범위는 도호쿠 지방에서부터 간토, 니가타현까지 발령되었다.

## 쓰나미
일본 기상청은 지진이 발생한 이후 23시 39분에 미야기현과 후쿠시마현 태평양 연안 지역에 쓰나미주의보를 발령했다가 다음 날 5시 정각에 주의보를 전부 해제하였다. 쓰나미주의보가 발령된 지역에서 측정한 실제 쓰나미 높이는 다음과 같다.
| 발표된 정보  | 예보된 쓰나미 높이 | 쓰나미 예보 구역 명칭 | 측정 지점                 | 측정 시각 (JST) | 쓰나미 높이 (최대 파고) |
| ------------ | ------------------ | --------------------- | ------------------------- | --------------- | ----------------------- |
| 쓰나미주의보 | 1 m                | 미야기현              | 이시노마키항              | 17일 2시 14분   | 0.3 m                   |
| 쓰나미주의보 | 1 m                | 미야기현              | 센다이항                  | 17일 1시 16분   | 0.2 m                   |
| 쓰나미주의보 | 1 m                | 미야기현              | 이시노마키시 아유카와하마 | 17일 1시 41분   | 0.1 m                   |
| 쓰나미주의보 | 1 m                | 후쿠시마현            | 소마항                    | 17일 3시 15분   | 0.2 m                   |
| 쓰나미주의보 | 1 m                | 후쿠시마현            | 이와키시 오나하마         | 17일 0시 36분   | 매우 낮음               |

## 피해
| 도도부현   | 인명 피해 (명) | 인명 피해 (명) | 인명 피해 (명) | 주택 피해 (채) | 주택 피해 (채) | 주택 피해 (채) |
| 도도부현   | 사망자         | 중상자         | 경상자         | 완전 붕괴      | 반파           | 일부 손상      |
| ---------- | -------------- | -------------- | -------------- | -------------- | -------------- | -------------- |
| 이와테현   |                | 1              | 4              |                |                |                |
| 미야기현   | 2              | 10             | 98             | 51             | 616            | 21,172         |
| 아키타현   |                |                | 1              |                |                | 1              |
| 야마가타현 |                | 4              | 1              |                | 1              | 20             |
| 후쿠시마현 | 1              | 9              | 92             | 153            | 3,468          | 24,140         |
| 이바라키현 |                | 2              | 6              |                |                |                |
| 도치기현   |                |                | 2              |                |                |                |
| 군마현     |                |                |                |                |                | 2              |
| 사이타마현 |                |                | 6              |                |                |                |
| 지바현     |                |                | 3              |                |                |                |
| 가나가와현 |                |                | 5              |                |                |                |
| 니가타현   |                | 1              |                |                |                |                |
| 야마나시현 |                | 1              | 1              |                |                |                |
| 합계       | 3              | 28             | 219            | 204            | 4,085          | 45,335         |

이번 지진으로 미야기현과 후쿠시마현의 시정촌 전체(27개 시, 51개 정, 16개 촌)에 일본 재해구조법에 따른 피해구역으로 지정되었다.
미야기현 도메시에서 70대 남성이, 시치가하마정에서 70대 남성이 지진에 놀라 쓰러져 사망했다. 또한 후쿠시마현 소마시에서 60대 남성이 자택 2층에서 지진에 대피하다 창문 밖으로 떨어져 사망하였다.

### 정전 피해
지진으로 도호쿠 지방과 간토 지방을 중심으로 대규모 정전 사태가 발생하여 간토 지역에서 한때 최대 2,098,340 가구가 정전 피해를 입었다. 이는 지난 2021년 후쿠시마현 해역 지진 당시 정전 피해를 입었던 86만 가구의 2배가 넘는 수치이다. 일본 경제산업성은 도호쿠 전력의 하라마치 화력 발전소 1호기 등 총 12기의 화력 발전소가 일시 정지했다고 발표했다. 정전 피해에 따라 타 지역의 전기를 급하게 끌여오는 전기 융퉁 조치도 시행하였다. 경제산업성이 발표한 17일 0시 5분 기준 정전 피해는 아래와 같다. 괄호 안은 총 피해 집계 이후 판정된 피해 가구수이다.
- 도호쿠 전력 관내 총 정전 가구수: 약 148,100호 (162,126호)
  - 아오모리현 약 9,100호 (9,148호)
  - 이와테현 약 200호 (1,623호)
  - 미야기현 약 39,700호 (45,551호)
  - 후쿠시마현 약 98,800호 (105,482호)
  - 니가타현 약 300호 (322호)
- 도쿄 전력 관내 총 정전 가구수: 약 2,085,430호
  - 이바라키현 약 224,240호
  - 도치기현 약 121,300호
  - 군마현 약 80,590호
  - 사이타마현 297,250호
  - 지바현 약 218,920호
  - 도쿄도 약 702,670호
  - 가나가와현 약 118,520호
  - 야마나시현 약 118,520호
  - 시즈오카현 약 15,250호

2018년 홋카이도 이부리 동부 지진 당시 발생했던 광역 블랙아웃 사태를 막기 위한 안전장치가 동작하면서, 줄어든 전력 공급량에 맞추기 위해 대규모 수용가를 강제로 차단하면서 도쿄 전력 관내에서는 대규모 정전이 발생했다.
정전으로 도쿄도내에서만 신호등 746곳이 작동을 정지하였다. 또한 정전으로 저온에서 보관중이던 코로나19 백신 23,000회 접종분이 사용할 수 없게 손상을 입어 전부 폐기처분되었다.
도호쿠 전력과 JERA(도쿄 전력과 주부 전력의 합작전력회사)의 발표에 따르면 양 사가 공동 소유하고 있는 소마 공동화력발전의 일부 장비가 손상을 입었으며 JERA 소유 히로노 화력 발전소도 6호기의 변압기에서 기름이 누출되어 정지되었고 도호쿠 전력 소유 하라마치 화력 발전소도 정지되어 도쿄 전력 관내 일본 수도권으로 향하는 전력 공급에 큰 영향을 미쳐 도쿄 전력 홀딩스는 3월 22일부터 기업 등에 절전하여 전력 사용량을 줄여달라고 호소하였다.
지진의 영향으로 작동을 정지한 화력 발전소의 목록은 아래와 같다.
| 사업 주체            | 소재지                       | 발전소                      | 발전소                      | 연료 | 발전량(kW) | 운전재개일    |
| -------------------- | ---------------------------- | --------------------------- | --------------------------- | ---- | ---------- | ------------- |
| 도호쿠 전력          | 후쿠시마현 미나미소마시      | 하라마치 화력 발전소        | 1호기                       | 석탄 | 100만      | 5월 10일      |
| 도호쿠 전력          | 미야기현 센다이시 미야기노구 | 신센다이 화력 발전소        | 3-1호기                     | 가스 | 52.3만     | 3월 25일      |
| 도호쿠 전력          | 미야기현 센다이시 미야기노구 | 신센다이 화력 발전소        | 3-2호기                     | 가스 | 52.3만     | 3월 17일      |
| 소마 공동화력발전    | 후쿠시마현 소마군 신치정     | 신치 화력 발전소            | 1호기                       | 석탄 | 100만      | 12월말 (예정) |
| 후쿠시마 가스 발전   | 후쿠시마현 소마군 신치정     | 후쿠시마 천연가스 발전소    | 1호기                       | 가스 | 59만       | 3월 20일      |
| 후쿠시마 가스 발전   | 후쿠시마현 소마군 신치정     | 후쿠시마 천연가스 발전소    | 2호기                       | 가스 | 59만       | 3월 19일      |
| 히타치 조선          | 이바라키현 히타치오미야시    | 이바라키 공장 제1발전소     | 3호기                       | 석유 | 11.23만    | 3월 17일      |
| ENEOS                | 가나가와현 요코하마시 나카구 | 네기시 가스복합발전소       | 네기시 가스복합발전소       | 석유 | 43.145만   | 3월 17일      |
| JERA                 | 후쿠시마현 후타바군 히로노정 | 히로노 화력 발전소          | 5호기                       | 석탄 | 60만       | 3월 18일      |
| JERA                 | 후쿠시마현 후타바군 히로노정 | 히로노 화력 발전소          | 6호기                       | 석탄 | 60만       | 4월 6일       |
| 일본제철             | 이와테현 가마이시시          | 가마이시 화력 발전소        | 가마이시 화력 발전소        | 석탄 | 13.6만     | 3월 18일      |
| 소마 에너지 파크     | 후쿠시마현 소마시            | 소마 석탄·바이오메스 발전소 | 소마 석탄·바이오메스 발전소 | 석탄 | 11.2만     | 4월 8일       |
| 센다이 파워 스테이션 | 미야기현 센다이시 센다이노구 | 센다이 파워 스테이션        | 센다이 파워 스테이션        | 석탄 | 11.2만     | 3월 30일      |
| 일본제지             | 미야기현 이시노마키시        | 이시노마키 발전소           | 이시노마키 발전소           | 석탄 | 14.9만     | 3월 20일      |

위의 목록 중 신치 화력 발전소는 지진으로 석탄을 발전소 안으로 집어넣는 양탄기 4기 중 2기가 심각하게 파손되었다. 지진 발생 당시 수리 공사로 운전을 정지한 2호기와 함께 복구하는데 오랜 시간이 걸릴 것으로 전망되었다. 6월 14일 소마 공동화력발전은 1호기는 12월 말까지, 2호기는 다음 해인 2023년 3월 말에 발전소를 다시 가동할 계획이라고 말했다.
이 외에도 도호쿠 지방에서 수력 발전소 24개소와 태양광 발전소 3개소도 일시 정지되었다.
3월 21일에는 다음 날인 22일 도쿄 전력 관내에서 전력 수급이 매우 부족할 우려가 높다며 경제산업성이 전력수급 핍박 경보를 발령하였다. 전력수급 핍박 경보가 발령된 것은 2011년 동일본대지진 이후 2012년 경보제도가 수립된 이후 처음으로 발령된 사례이다. 또한 같은 달 22일에는 도호쿠 전력 관내에서 전력 수급이 매우 부족하여 도호쿠 전력 관내에도 전력수급 핍박 경보를 발령하였다.

### 교통 시설 피해

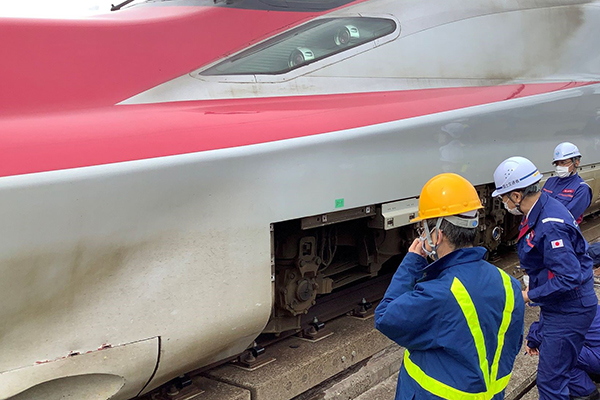
도호쿠 신칸센 피해를 시찰하는 사이토 데쓰오

간토 지방이나 도호쿠 지방에서는 지진의 영향으로 JR을 비롯한 대부분의 철도가 재래선과 신칸센을 막론하고 운전을 중지하였다. 도호쿠 신칸센에서는 도쿄역 발 센다이역행 (하행) 17량 야마비코 223호 열차가 후쿠시마역-시로이시자오역 구간에서 16량이 탈선되는 도호쿠 신칸센 탈선 사고가 발생했다. 또한 탈선 사고와 함께 고가교가 손상되고 전신주가 휘어지며 교각 등이 붕괴하는 사고가 발생하였다. 이를 수리하기 위해 장기간 운휴할 가능성도 높아졌다. 신칸센 운영이 중지되면서 전일본공수, 일본항공, 후지드림 항공, 일본춘추항공 등 일본 내 각 항공사들은 도쿄 국제공항(하네다 공항), 나리타 국제공항, 오사카 국제공항, 나고야 비행장에서 도호쿠 각지의 공항을 연결하는 임시편을 운항하였고 하네다 출발 하코다테 공항, 아오모리 공항, 아키타 공항, 미사와 비행장, 야마가타 공항행 기존 노선도 코로나 감편 이전으로 증편하거나 비행편을 바꿔 운행 좌석수를 늘렸다.
조반선도 지진으로 100여곳 이상에서 선로가 휘어진 사례가 발견되어 일부 구간의 운행을 중지했으나 8일만인 3월 24일 전 구간 운전을 재개하였다.
아부쿠마 급행 아부쿠마 급행선은 전신주가 기울거나 교각에 균열이 가는 등 총 94곳의 피해가 확인되었으며 지진 직후부터 전 구간의 운행을 중단하였다. 야나가와역-쓰키노키역 구간은 4월 하순 운행을 재개하였지만 후쿠시마역-야나가와역 구간은 최소 5월 말까지 운휴를 지속한다며 버스를 통한 대체수송을 시작하였다.
도호쿠 자동차도와 조반 자동차도 등 도호쿠 지방의 고속도로는 여러 구간이 통행 금지되었고 두 도로에서는 여러 구간에서 도로의 균열이나 갈라짐 피해가 확인되었다. 후쿠시마현 소마시에서는 우노오미사키곶 터널 부근에 시도에서 낙석으로 통행 금지되는 등 시내 여러 도로가 통행금지되었다. 또한 후쿠시마현 다테시의 아부쿠마강을 지나는 다테하시 다리가 지반 융기로 큰 단차가 생겨 통행금지되었다.
센다이 공항에서는 공항 건물의 일부 벽면과 유리창이 파손되었으며, 하나마키 공항에서는 탑승교의 천장 패널이 일부 붕괴되는 피해가 있었다.

### 기타 피해와 영향
지진으로 단수 피해를 입은 가구는 총 44,958 가구였다. 피해를 입은 지역 각지의 공장이 연달아 조업을 중단하였으며, 금융 기관도 휴업한 지역이 많았다. 휴원이나 휴교를 결정한 학교도 740개 학교가 넘었다.
일본 문화청에 따르면 일본의 국보와 중요문화재 등 미야기현 내에서 총 5건의 문화재 피해가 발생했다. 센다이시 아오바구에 있는 센다이성의 돌담 일부가 붕괴하였으며, 동으로 만든 높이 9 m의 다테 마사무네공 기마상이 손상되어 오른쪽 방향으로 기울어지는 피해가 일어났다. 동일본대진재를 포함해 지진으로 기마상이 손상된 것은 최초로 보고된 사례이다.

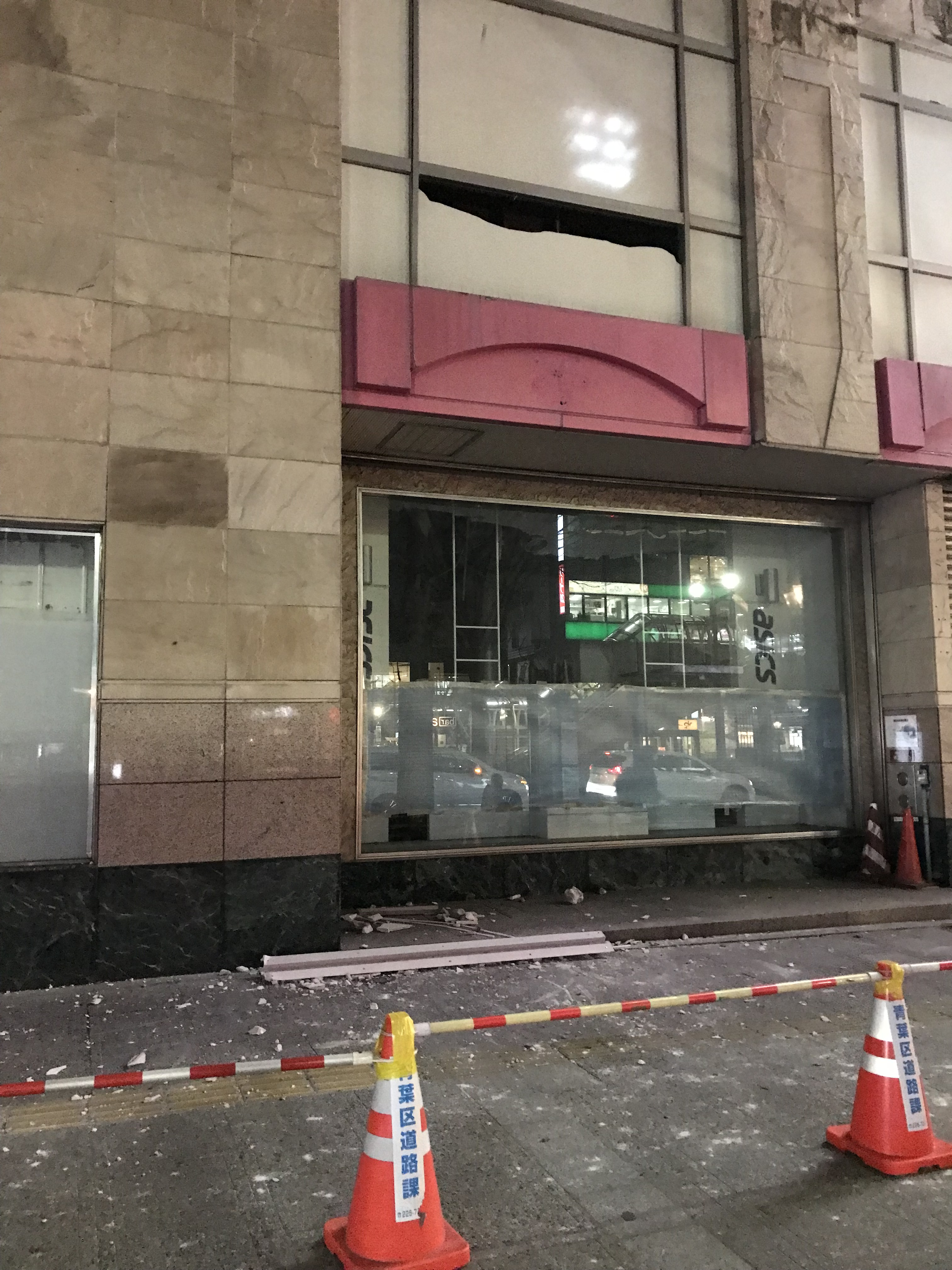
미야기현 센다이시 아오바구에서 지진으로 유리창이 깨지는 피해를 입은 건물.

기상청 기동조사반(JMA-MOT)가 실시한 현장 조사에 따르면 진도 6강이 관측된 7개 지진관측소 주변 지역에서 아스팔트의 균열, 천장 붕괴, 계단 파손, 등롱 받침대 붕괴, 보도블록 파손, 블록 담장의 기울어짐 피해 등을 확인하였다.
후쿠시마현 구니미정에 있는 국가등록유형문화재인 "구 고사카촌 산업조합석창"의 벽이 붕괴되었다. 후쿠시마현 신치정에 있는 소마항의 부두에서는 '양탄기'라고 부르는 대형 크레인 2기가 부러졌다. 미야기현 도메시에 있는 이온 타운 사누마도 지진으로 전자 오락실의 천장이나 벽이 붕괴되는 피해를 입었다. 미야기현 시라이시시의 시라이시시 문화체육활동센터(화이트 큐브)에서는 연주회장의 천장이 일부 붕괴되는 등의 피해가 있었다. 후쿠시마현 미나미소마시에 있는 가시마미코 신사에서는 도리이가 붕괴되는 피해가 있었다. 후쿠시마현 소마시에서는 육교도 붕괴하였다.
히타치 빌딩 시스템에 따르면 지진으로 도호쿠와 간토 지방을 중심으로 엘리베이터 18,000기가 정지하였다. 국토교통성에 따르면 엘리베이터 내 갇힘 사고가 총 38건, 그 중 도쿄도내에서만 22건이 보고되었으나 전원 구출되어 부상자는 없었다.
일본 소방청에 따르면 지진으로 총 12건의 화재가 발생했다. 지바현 이치카와시에서는 2층 단독주택에서 화재가 발생해 전소되었다. 이치카와시는 지진이 발생한 후 정전 사태가 발생했는데, 주민 증언에 따르면 "정전이 복구된 직후에 화재가 발생했다"라고 하여 지바현 경찰과 이치카와 소방국은 정전 복구에서 일어난 전기 합선 화재로 추정하고 있다.
후쿠시마 현내에서 방송하고 있는 라디오 후쿠시마는 고리야마 라디오 중계국의 송신기가 고장나 일부 지역에서 FM 보완방송(와이드 FM)을 일시적으로 송신할 수 없게 되었다. 한편 AM 방송이나 radiko의 송신에는 영향을 주지 않았다.
토요타 자동차는 18일 거래 중인 부품 제조사들이 지진으로 피해를 입어 21일 이후 국내 11개 공장 18개 라인의 가동을 최대 약 3일간 중지한다고 발표했다. 생산 중지로 영향을 받는 자동차수는 약 2만대이다.
후쿠시마현에 있는 국립연구개발법인 정보통신연구기구(NICT)가 운영하는 JJY의 오타카도야야마산 표준전파송신소의 안테나에 손상이 발견되어 3월 31일부터 긴급 공사를 시행했다. 이 기간 표준전파의 송신 세기가 약해져 전파시계 등에 영향을 주었다. 또한 설비 보수를 위해 4월 12일에 8시간 30분 동안 정파가 이루어졌다.
일본의 프로 농구 리그인 B.리그는 센다이 시립 체육관이 지진으로 파괴되어 복구가 제대로 이루어지지 않으면서 3월 26일, 27일 양일간 계획된 B2리그 제28절 가운데 센다이 시립 체육관에서 진행하는 센다이 89ERS 대 가가와 파이브 에로우즈의 경기를 중단한다고 발표했다. 이후 26일의 경기는 미야기현의 대체 경기장으로 이동해 경기를 진행해 27일 가미정 도예마을 스포츠 공원에서 무관중으로 치르기로 발표하면서 27일 계획된 경기는 아에 소멸되었다. 27일 열리기로 한 대체경기는 코로나19 감염의 영향으로 경기를 진행하지 않기로 바뀌었다. 한편 센다이 시립 체육관에서 열리기로 예정된 B2리그 제30절 센다이 89ERS 대 도요쓰 파이팅 이글스 나고야 경기도 경기일까지 복구 완료가 어려워 경기가 중단되었고 같은 날 시로이시시 문화체육관광센터에서 대체 경기를 열기로 결정하였다.
일본중앙경마회는 3월 17일 후쿠시마 경마장의 일부 설비가 지진으로 손상을 입어 복구 작업에 시간이 소요되어 4월 9일, 10일 양일로 예정되었던 제1회 후쿠시마 경마를 취소하기로 결정하였다고 발표했다.

## 반응
3월 16일 오후 23시 38분경 총리의 지시가 있었고, 39분에 관저대책실이 수립되었다. 이후 일본의 내각총리대신 기시다 후미오는 즉시 피해 상황 확인 등을 주문하였다. 관저 위기관리센터에 관저대책실을 수립한 후 관계 부처의 국장급이 모여 긴급소집팀을 꾸려 피해상황 파악과 구명 구조 활동을 벌였다고 발표했다.

## 같이 보기
- 후쿠시마현 해역 지진
- 2021년 후쿠시마현 해역 지진
- 도호쿠 지방 태평양 해역 지진